# 大伴杜屋
大伴 杜屋（おおとも の もりや）は、飛鳥時代の人物。姓は連。
飛鳥時代の有力氏族大伴氏に属すると思われるが、系譜は不明である。『日本書紀』に没時記事のみがあり、その時の位冠は大錦上であった。